# Campeonato Uruguayo de Primera División "B" 1947

El Campeonato Uruguayo de Segunda División 1947 fue la sexta edición del torneo de segunda categoría profesional del fútbol de Uruguay.

## Posiciones
| Puesto | Equipo      | Pts. | PJ | PG | PE | PP | GF | GC | Dif. |
| ------ | ----------- | ---- | -- | -- | -- | -- | -- | -- | ---- |
| 1º     | Danubio     | 21   | 14 | 10 | 1  | 3  | 26 | 16 | +10  |
| 2º     | Bella Vista | 18   | 14 | 8  | 2  | 4  | 25 | 17 | +8   |
| 3º     | Progreso    | 15   | 14 | 7  | 1  | 6  | 28 | 24 | +4   |
| 4º     | Racing      | 14   | 14 | 6  | 2  | 6  | 30 | 21 | +9   |
| 5º     | Sud América | 12   | 14 | 8  | 2  | 4  | 26 | 16 | +10  |
| 6º     | Bahía       | 12   | 14 | 5  | 2  | 7  | 21 | 24 | -3   |
| 7º     | Canillitas  | 10   | 14 | 5  | 0  | 9  | 15 | 28 | -13  |
| 8º     | Olivol      | 4    | 14 | 1  | 2  | 11 | 19 | 44 | -25  |

## Resultados
| Progreso    | 2-1 | Racing      |
| Canillitas  | 2-0 | Olivol      |
| Danubio     | 0-2 | Bahía       |
| Sud América | 1-0 | Bella Vista |

| Bella Vista | 1-1 | Danubio  |
| Sud América | 3-1 | Progreso |
| Racing      | 8-2 | Olivol   |
| Canillitas  | 0-2 | Bahía    |

| Progreso    | 2-1 | Bella Vista |
| Sud América | 2-1 | Racing      |
| Bahía       | 1-1 | Olivol      |
| Danubio     | 0-1 | Canillitas  |

| Sud América | 2-1 | Canillitas  |
| Bahía       | 2-0 | Progreso    |
| Racing      | 0-0 | Bella Vista |
| Danubio     | 2-1 | Olivol      |

| Progreso    | 5-3 | Danubio |
| Canillitas  | 1-0 | Racing  |
| Sud América | 2-0 | Olivol  |
| Bella Vista | 3-2 | Bahía   |

| Canillitas | 1-0 | Bella Vista |
| Olivol     | 2-2 | Progreso    |
| Racing     | 4-2 | Bahía       |
| Danubio    | 1-0 | Sud América |

| Sud América | 0-0 | Bahía      |
| Danubio     | 3-2 | Racing     |
| Progreso    | 5-0 | Canillitas |
| Bella Vista | 2-1 | Olivol     |

| Racing      | 2-0 | Progreso    |
| Olivol      | 4-3 | Canillitas  |
| Bahía       | 1-2 | Danubio     |
| Bella Vista | 4-1 | Sud América |

| Danubio  | 1-0 | Bella Vista |
| Progreso | 3-1 | Sud América |
| Olivol   | 2-3 | Racing      |
| Bahía    | 1-0 | Canillitas  |

| Bella Vista | 2-1 | Progreso    |
| Racing      | 2-2 | Sud América |
| Olivol      | 2-4 | Bahía       |
| Canillitas  | 0-4 | Danubio     |

| Canillitas  | 0-2 | Sud América |
| Progreso    | 1-0 | Bahía       |
| Bella Vista | 2-1 | Racing      |
| Olivol      | 1-4 | Danubio     |

| Danubio | 2-1 | Progreso    |
| Racing  | 3-1 | Canillitas  |
| Olivol  | 0-4 | Sud América |
| Bahía   | 2-3 | Bella Vista |

| Bella Vista | 3-2 | Canillitas |
| Progreso    | 3-2 | Olivol     |
| Bahía       | 0-2 | Racing     |
| Sud América | 0-1 | Danubio    |

| Bahía      | 2-6 | Sud América |
| Racing     | 1-2 | Danubio     |
| Canillitas | 3-2 | Progreso    |
| Olivol     | 1-4 | Bella Vista |